# Ørnulf Opdahl
 (mai 2019).
Ørnulf Opdahl, né à Ålesund le 5 janvier 1944, est un peintre et éducateur norvégien.  
Il est représenté dans plusieurs collections d'art, notamment la Galerie nationale de Norvège, le Bergen Art Museum et le musée d'Art contemporain Astrup Fearnley. 
Il a été professeur à l'Académie nationale des beaux-arts de Norvège de 1985 à 1992,.